# La Brée-les-Bains
La Brée-les-Bains är en kommun i departementet Charente-Maritime i regionen Nouvelle-Aquitaine i västra Frankrike. Kommunen ligger i kantonen Île d'Oléron som ligger i arrondissementet Rochefort. År 2022 hade La Brée-les-Bains 695 invånare.

## Befolkningsutveckling
| Befolkningsutvecklingen i La Brée-les-Bains 1968–2021 | Befolkningsutvecklingen i La Brée-les-Bains 1968–2021 | Befolkningsutvecklingen i La Brée-les-Bains 1968–2021 | Befolkningsutvecklingen i La Brée-les-Bains 1968–2021 | Befolkningsutvecklingen i La Brée-les-Bains 1968–2021 |
| ----------------------------------------------------- | ----------------------------------------------------- | ----------------------------------------------------- | ----------------------------------------------------- | ----------------------------------------------------- |
|                                                       |                                                       |                                                       |                                                       |                                                       |
| År                                                    |                                                       |                                                       | Folkmängd                                             |                                                       |
| 1968                                                  | 1968                                                  |                                                       | 525                                                   |                                                       |
| 1975                                                  | 1975                                                  |                                                       | 573                                                   |                                                       |
| 1982                                                  | 1982                                                  |                                                       | 578                                                   |                                                       |
| 1990                                                  | 1990                                                  |                                                       | 644                                                   |                                                       |
| 1999                                                  | 1999                                                  |                                                       | 760                                                   |                                                       |
| 2007                                                  | 2007                                                  |                                                       | 747                                                   |                                                       |
| 2015                                                  | 2015                                                  |                                                       | 700                                                   |                                                       |
| 2021                                                  | 2021                                                  |                                                       | 688                                                   |                                                       |